# Hrabstwo McLean (Kentucky)
Hrabstwo McLean - hrabstwo w USA, w stanie Kentucky. Według danych z 2000 roku, hrabstwo zamieszkiwało 9938 osób. Siedzibą hrabstwa jest Calhoun.

## Miasta
- Beech Grove (CDP)
- Calhoun
- Island
- Livermore
- Sacramento